# Eugenio Castellotti
Eugenio Castellotti, né le 10 octobre 1930 à Lodi (Lombardie) et mort le 14 mars 1957 à Modène (Émilie-Romagne), est un pilote automobile italien.
Eugenio Castellotti a disputé 14 Grands Prix de Formule 1 comptant pour le championnat du monde ainsi que 8 Grands prix hors-championnat. Il a inscrit un total de 19,5 points, signé une pole position, trois podiums et mené à trois reprises un Grand Prix. Pilote issu de la Scuderia Lancia, il était considéré comme le dauphin d'Alberto Ascari qui l'avait pris sous son aile. Castellotti, promis à un bel avenir en Formule 1 au sein de la Scuderia Ferrari qu'il a rejointe lorsque Lancia a cédé à Enzo Ferrari son matériel de course. Il est mort à l'âge de 26 ans dans un accident lors d'essais pour le compte de Ferrari sur l'autodromo di Modena (en).

## Biographie

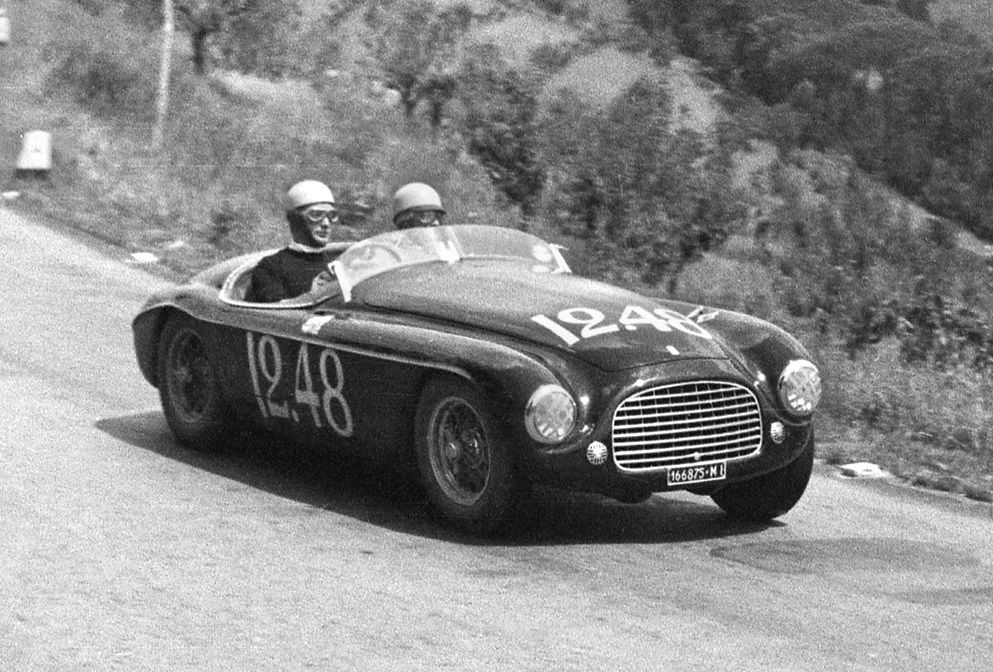
Eugenio Castellotti et son copilote Sandro Matranga lors de la Coppa Toscana 1951, sur Ferrari 166.

Issu d'une riche famille originaire du nord de l'Italie, Castellotti ne courut durant toute sa carrière que sur des Lancia et des Ferrari. Il était également connu pour ses manières raffinées de s'habiller et pour avoir eu des rapports avec la danseuse et actrice Delia Scala.
En 1952, âgé de 20 ans, il acquiert une Ferrari pour courir en voitures de sport. En 1953, il s'engage en voitures de sport et se classe troisième lors de la Carrera Panamericana. La saison suivante ressemble à 1953 avec une troisième place au RAC Tourist Trophy, ce qui incite la Scuderia Lancia à l'engager en Formule 1 pour la saison 1955.
Malgré des débuts plutôt difficiles avec la Lancia D50 au Grand Prix d'Argentine 1955 avec une douzième place au départ, avant d'abandonner au trente-cinquième tour, il se classe deuxième à Monaco où il s'était qualifié à la quatrième position. Il avait déjà obtenu le même résultat un peu plus d'un mois plus tôt lors du Grand Prix de Pau et avait également obtenu la quatrième place au Grand Prix de Valentino.
Quatre jours après ce Grand Prix de Monaco, Alberto Ascari effectue des tests à Monza avec la voiture d'Eugenio Castellotti et se tue dans le virage précédant la Parabolique. Lancia, qui est en difficulté financière et a perdu son premier pilote, abandonne la Formule 1 en cours de saison et force Castellotti à se rabattre sur les Ferrari 555 et 625.
Malgré deux abandons, au Grand Prix de Belgique, le dernier disputé pour la Scuderia Lancia, où il devient à ce moment-là, le plus jeune poleman de l'histoire de la Formule 1, après avoir signé la pole position sur le tracé de l'ancien Spa-Francorchamps. En Grande-Bretagne, il se classe dans les points, à son Grand Prix national il se classe troisième de la course derrière Juan Manuel Fangio et de l'autre pilote local Piero Taruffi.
Le bilan de sa saison se constitue donc d'une troisième place au classement final avec une pole position, la seule de sa carrière, deux podiums et douze points inscrits, débuts très prometteurs pour le jeune Eugenio Castellotti qui l'année suivante, n'aura pas ces mêmes chances.
En effet, il abandonne par trois fois et termine seulement à deux reprises dans les points. Toutefois il égale le meilleur résultat de sa carrière en se classant second du Grand Prix de France à trois dixièmes du vainqueur Peter Collins. Il termine quatrième du Grand Prix de Monaco où il partage les trois points avec l'Argentin Juan Manuel Fangio. À l'issue de la saison, il se classe sixième du championnat avec un total de 7,5 points.
Après avoir renoncé lors de la première manche du championnat 1957, à Buenos Aires, Eugenio Castellotti, fait des tests dans l'autodrome de Modène au volant d'une nouvelle Ferrari D50/801. Il subit une violente sortie de piste dans une courbe du circuit et est éjecté à plus de quatre-vingt-dix mètres au-dessus de sa voiture qui effectue plusieurs tonneaux avant de heurter une barrière où se trouvent des spectateurs qui assistent aux tests privés.
Avant même de l'examiner, les médecins savent déjà qu'il n'a pas pu survivre à ce crash : Castellotti est en effet tué sur le coup, d'un traumatisme crânien, à 26 ans.

## Résultats en championnat du monde de Formule 1
| Saison | Écurie                           | Châssis                            | Moteur                                          | Pneus             | GP disputés | Pole positions | Podiums | Dans les points | Abandons | Points inscrits | Classement |
| ------ | -------------------------------- | ---------------------------------- | ----------------------------------------------- | ----------------- | ----------- | -------------- | ------- | --------------- | -------- | --------------- | ---------- |
| 1955   | Scuderia Lancia Scuderia Ferrari | Lancia D50 Ferrari 555 Ferrari 625 | Lancia V8 Ferrari 4 en ligne Ferrari 4 en ligne | Pirelli Englebert | 6           | 1              | 2       | 3               | 1        | 12              | 3e         |
| 1956   | Scuderia Ferrari                 | Ferrari D50                        | Ferrari V8                                      | Englebert         | 7           | 0              | 1       | 2               | 3        | 7,5             | 6e         |
| 1957   | Scuderia Ferrari                 | Ferrari 801                        | Ferrari V8                                      | Englebert         | 1           | 0              | 0       | 0               | 1        | 0               | n.c.       |

## Victoires Sport
- Coupe d'Or de Sicile 1952 (Ferrari 225 S);
- Circuit de Porto 1952 (Ferrari 225 S);
- Circuit de Senigallia 1952 (Ferrari 166 MM);
- Trophée Sarde 1953 (Ferrari 225 S);
- 10 Heures de Messine 1953 (Ferrari 250 MM, avec Musitelli) et 1955 (Ferrari 750 Monza, avec Castellotti);
- Aoste-Grand Saint-Bernard 1954 (Lancia D24);
- Florence-Sienne 1954 (Lancia D24);
- 12 Heures de Sebring 1956 (Ferrari 860 Monza, avec Fangio);
- Mille Miglia 1956 (Ferrari 290 MM);
- Grand Prix de Rouen-les-Essarts 1956 (Ferrari 860 Monza);
- Coupe Shell d'Imola 1956 (Osca MT4);
- 1 000 kilomètres de Buenos Aires 1957 (Ferrari 290 MM, avec Gregory et Musso).

(Nota Bene: également deuxième des Grand Prix de Monaco Sport en 1952, du Circuit de Porto en 1954, de la Coupe d'Or des Dolomites en 1955, des 1 000 kilomètres du Nürburgring et du Grand Prix de Suède en 1956)